# Katinoni
Katinoni tj. spojevi strukturno izvedeni iz katinona. Vrste su psihotropnih tvari. Uvršteni su u Hrvatskoj na temelju Zakona o suzbijanju zlouporabe droga na Popis droga, psihotropnih tvari i biljaka iz kojih se može dobiti droga te tvari koje se mogu uporabiti za izradu droga, pod Popis droga i biljaka iz kojih se može dobiti droga, pod 2. Popis psihotropnih tvari i biljaka, Odjeljak 1 - Psihotropne tvari sukladno Popisu 1. Konvencije UN-a o psihotropnim tvarima iz 1971. godine. Kemijskim sastavom to su spojevi strukturno izvedeni iz katinona, spoja kemijskog sastava 2-amino-1-fenilpropan-1-on. Izvedeni su supstitucijom na benzenskom prstenu supstituentom ili supstituentima iz skupine koju čine alkil, halogenalkil, alkiloksi, alkilendioksi, trimetilen, tetrametilen i halogen, bez obzira na to jesu li ili nisu dodatno modificirani na jedan ili više od sljedećih načina:
- supstitucijom na položaju 3 alkilnim supstituentom;
- supstitucijom na dušikovom atomu jednom ili dvjema alkilnim ili benzilnim skupinama ili uključenjem dušikova atoma u prstenastu strukturu.[1]

Iz skupine katinona izuzeti su bupropion, dietilpropion i pirovaleron.